# Evan Goldberg
Evan Goldberg (ur. 11 maja 1982 w Vancouver) – kanadyjski scenarzysta, producent filmowy i reżyser. Współpracował ze swoim przyjacielem z dzieciństwa Sethem Rogenem na planie kilku filmów, w tym w Supersamiec (2007) (początkowo jako nastolatki), Boski chillout (2008), To już jest koniec (2013) (debiut reżyserki) i Wywiad ze Słońcem Narodu (2014).
Goldberg urodził się w Vancouver, w stanie Kolumbia Brytyjska, w żydowskiej rodzinie. Wychowywał się w Marpole.